# Лазурный Берег (платформа)
Лазу́рный Бе́рег — платформа Северо-Кавказской железной дороги РЖД, расположена в микрорайоне Головинка Лазаревского района города Сочи, Краснодарский край, Россия.

## Расположение

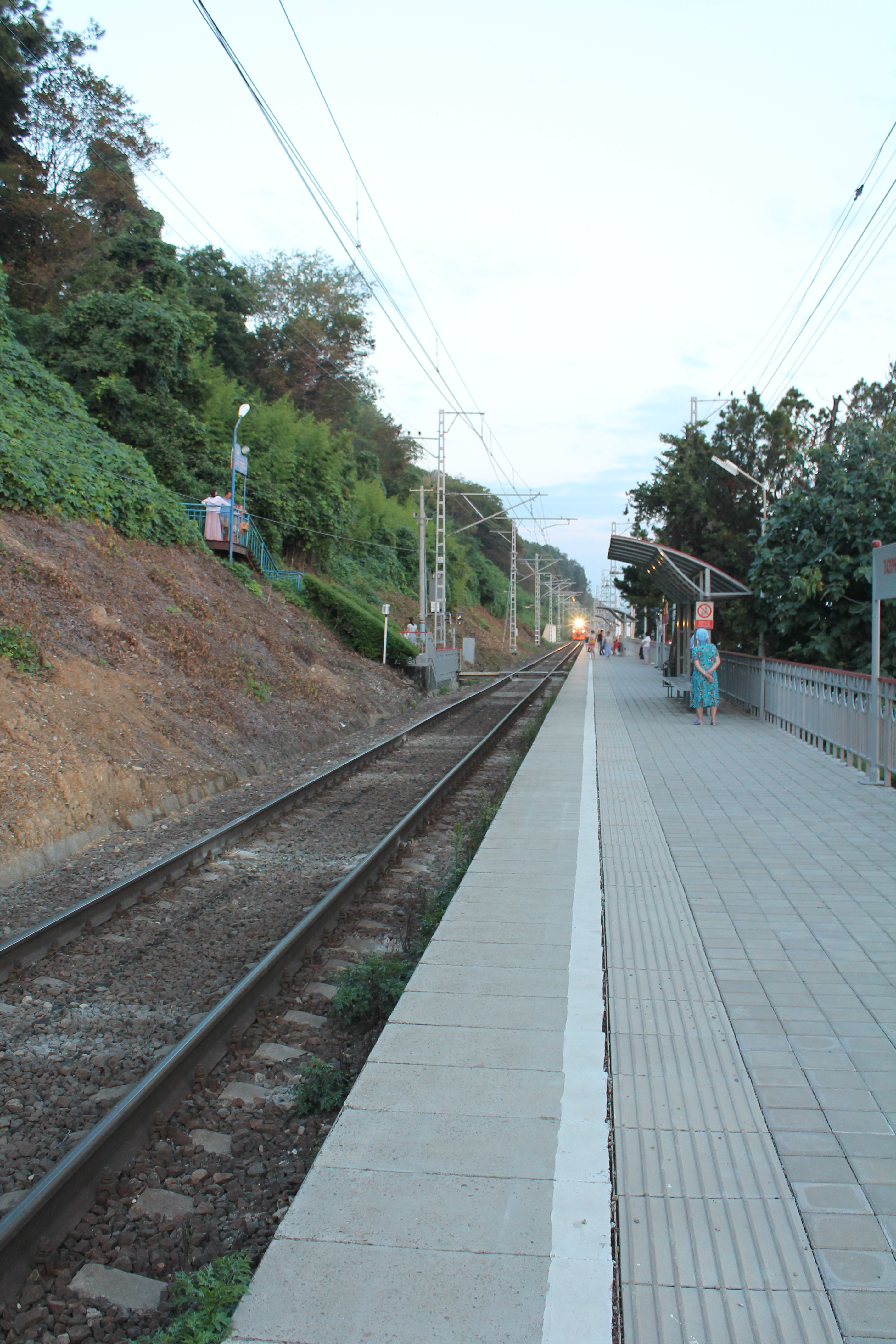
Платформа после реконструкции в 2012 году

Расположена на берегу Чёрного моря, рядом с пляжем военного санатория «Лазурный берег» (филиал ФГКУ «СКК «Сочинский» Министерства обороны Российской Федерации).

## История
В 2012 платформа была реконструирована, причём с нарушением норм безопасности пассажиров: была убрана пешеходная дорожка, соединяющая платформу с жилым поселением.